# 電光石火轟
電光石火 轟（でんこうせっか ごう、1962年8月26日 - ）は、日本の漫画家。アニメーターとしての名義は金森賢二。男性。同人作家としては、電光石火轟、大破壊組、天地組、大噴火五郎、大爆発三四郎、タンゴ対馬、ジャンプ400万部など20近くのペンネームを持つ。

## 経歴
安彦良和にあこがれてアニメーターになり、九月社に所属し、『巨神ゴーグ』（1984年）の動画としてデビュー。安彦と机を並べる。その後サンライズに移り、「金森賢二」名義で『機動戦士Zガンダム』（1985年）『アリオン』（1986年）など数々の安彦作品に参加。安彦組の一人として『アニメック』や『アニメディア』など当時のアニメ雑誌でもフィーチャーされた、当時のトップアニメーターの一人で、特に『巨神ゴーグ』のムックとして発売されたアニメディアスペシャル『巨神ゴーグ グリーティングブック』（1984年）では金森の描いたドリス・ウェイブの水着姿が強い印象を残した。『アリオン』ではアテナのヌードシーンを描き、プロモーション映像でも使われたことで話題になったが、本編ではカットされた（プロモーション映像は特典映像としてDVDには収録されている）。アニメーターとしての仕事では、クレジットへの記載のあるなしを問わず、安彦作品以外にも複数のアニメ作品に参加しているが、安彦調の画風を用いていないため、実質的に覆面作家となっている。
一方、アニメーターと並行して同人活動を行っており、パロディ色の強い二次創作エロ漫画を描いたり、PC-8801向け「面妖CG集」（当時はエロのことを「面妖」と言った）を出したりしていた。一応、安彦良和に酷似した画風がベースとなるが、当世風の美少女も描くことができ（中山たろうなど『レモンピープル』系の作家と仲が良く、合同誌も出している）、他にも様々な画風で描ける。同人では複数のペンネームと複数の画風を使い分けていた。当時のいくつかの美少女漫画のアンソロジーにはそれらの複数の名義で掲載されているが、安彦良和に酷似した絵柄をベースとしたパロディ色の強い美少女漫画という点で、特定は容易である（「大爆発三四郎」名義で描いた『コミックジャム』no.2（1987年）の表紙には普通に「KEN」のサインがあり、大爆発三四郎がアニメーター金森賢二と同一人物であることが解る）。
エロ漫画家としては、1988年に漫画ホットミルク増刊『漫画ギャルコン』（白夜書房）誌に掲載された『電撃スパイ』で一応デビュー（「大噴火五郎と大破壊組」名義）。一応エロ漫画ではあるが、やはり安彦良和をベースに様々な漫画のパロディが入り混じっていた。1990年より「電光石火轟」名義でメジャー誌の『月刊アフタヌーン』（講談社）に掲載された『OLサンダー』は、やはり安彦良和そっくりの絵柄でひどいネタを描いており、かつて金森とともに『機動戦士Zガンダム』第1話を手掛けたアニメーターのきくち通隆そっくりの絵柄の麻宮騎亜が描いた『コンパイラ』などとともに同誌を盛り上げた。
1990年代には「電光石火轟」名義の漫画の仕事を中心としながら、ゲームの原画・小説の挿絵・専門学校の講師（東京アニメーター学院教員）などマルチに活躍する。グラフィッカーの高山箕犀と親しく、高山の手掛けた美少女ゲームにいくつか参加しており、『トゥルー・ラブストーリー』シリーズなどは「金森賢二」の名義で参加しているが、『キミキス』（2006年）『アマガミ』（2009年）などは「電光石火轟」の名義で参加している。契約の関係か、どう見ても電光石火轟の絵柄であるにもかかわらず無記名の作品も存在する（ADKの作品など）。背景などを手掛けた作品では絵柄で解りづらいが、キャラクターを手掛けた『NINJA MASTER'S〜覇王忍法帖〜』などはかなり癖が出ていて解りやすい（本作を手掛けたことは一応未公開だが、ホームページでは語られていた）。『ネオポケプロ野球』はNPBの版権が取れなかった時の為に金森に原画が発注されていたが、版権が取れたので没になった。なお、電光石火轟が2000年より『COMIC零式』に連載した『Perfect』でネタにされている石関氏はADKの人間らしく、『ティンクルスタースプライツ』などいくつかのゲームにクレジットがある。
2000年代よりアニメーターとして本格的に復帰。『機動戦士ガンダム THE ORIGIN』（2015年）『機動戦士ガンダム ククルス・ドアンの島』（2022年）など安彦の作品も引き続いて参加している。
東京アニメーター学院時代の教え子として幻超二がおり、電光石火轟の作品にアシスタントとしても参加している。元々「大破壊組」というのは学院時代の仲間で結成したプロダクションのようなもので、幻超二など10人を超す大所帯だった。また、金森とともに『スーパーリアル麻雀PV』（1994年）などを手掛けた斉藤人臣（弾丸三四郎）も弟子にあたり、大破壊組は基本的にかなり濃い作風ではあるが、それはそれとして、1990年代から2000年代にかけて大破壊組が参加した美少女ゲームがいくつかある。

## 主な単行本作品
「大噴火五郎」名義
- 『電撃スパイ 大破壊組第1作品集』 1989年6月 白夜書房（ホットミルク・コミックス） ISBN 4-89367-141-3

「電光石火轟」名義
- 『OLサンダー』 1991年3月 講談社（アフタヌーンKC） ISBN 4-06-314031-8
- 『世界征服女子高生サツキ 1』 1992年2月 光文社（光文社コミックス） ISBN 4-334-80151-X
- 『世界防衛女子高生サツキ 2』 1992年7月 光文社（光文社コミックス） ISBN 4-334-80172-2
- 『大江戸ファイアー』 1992年12月 ワニブックス（アーリーコミックス） ISBN 4-8470-3082-6
- 『ジアール 熱』 1994年6月 茜新社（アカネコミックス） ISBN 4-87182-106-4
- 『乙女先生の誘惑授業』 1994年10月 フランス書院（フランス書院コミック文庫） ISBN 4-8296-7296-X
- 『乙女先生の個人教授』1994年10月 フランス書院（フランス書院コミック文庫） ISBN 4-8296-7295-1
- 『女騎士ミリア』 (文・石野雷太、絵・電光石火轟) 1998年9月 フランス書院（フランス書院ナポレオンXXノベルズ） ISBN 4-8296-3703-X
- 『Perfect』 2002年2月 シュベール出版（零式コミックス） ISBN 4-88332-240-8
- 『乙女先生の個人授業』 2003年11月 キルタイムコミュニケーション（デルタコミックス） ISBN 4-86032-054-9

## キャラクターデザイン
- SDガンダム GGENERATION CROSS DRIVE